# Сморід

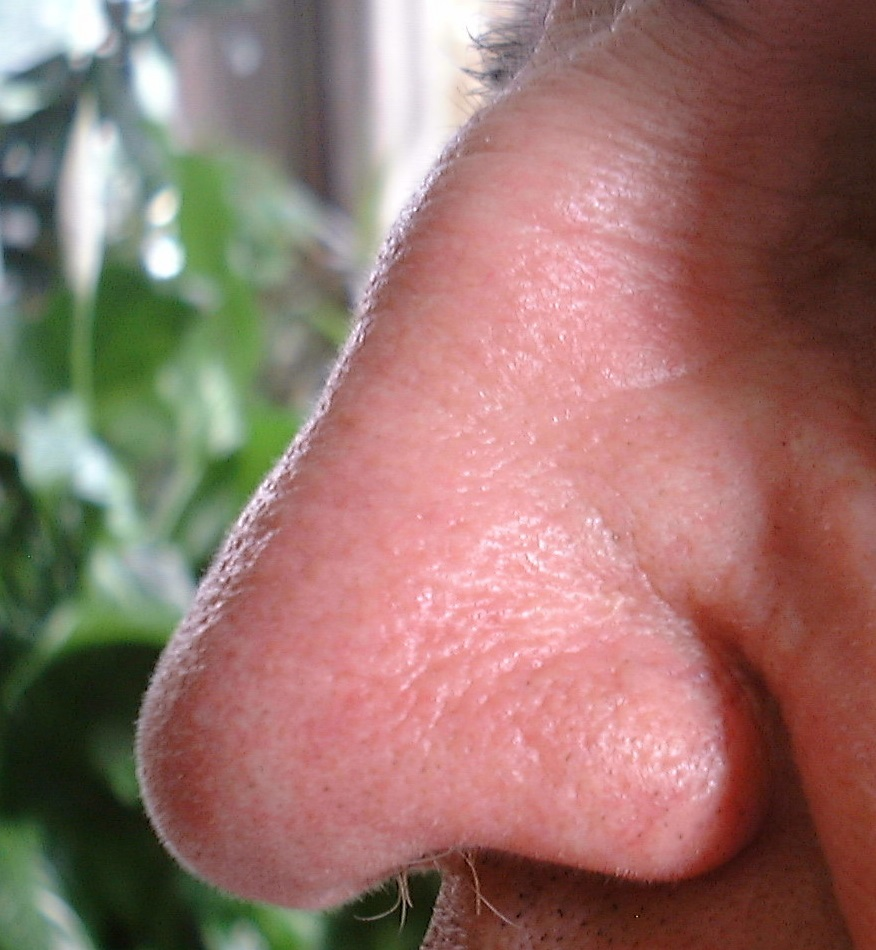
Ніс — людський орган нюху.

Сморід — неприємний запах. Назва такого запаху передбачає додаткову, різко негативну емоційну характеристику. Антонім цьому слову — аромат.
Сморід у людини викликає негативні асоціативні (зіпсована їжа, асексуальні, пов'язані з небезпекою) і відповідні фізіологічні реакції — тимчасове призупинення дихання, рідкісне і неглибоке дихання в зоні дії неприємного запаху.

## Типові джерела неприємного запаху
Неприємні запахи утворюються у багатьох процесах, пов'язаних з життєдіяльністю, при гнитті, а також у деяких виробничих процесах, особливо в хімічній промисловості.
Джерелами неприємного запаху можуть бути:
- Запахи сульфідних з'єднань від гниття залишків живих організмів, і зіпсованих харчових продуктів, гнилих зубів.
- Запахи найпростіших амінів — оселедцеве-трупні, від процесу мікробного розкладання білків до амінокислот та амінів.
- Запахи екскрементів, викликані, зокрема, індолом, скатолом, сірководнем (при метеоризмі).
- Запах поту, що застоявся, невипраного одягу, дотичної з тілом (зокрема, один з важливих компонентів — продукти мікробного метаболізму). Пов'язаний з окисленням жирів до масляної кислоти (з-під нігтів на ногах тощо), у тому числі від присутності надлишку андростенона .
- Сморід від взуття, зокрема, може бути викликаний деякими патогенними грибками — дерматофітами.
- Запах з рота при недотриманні правил гігієни, застояний запах від куріння — сигарет, сигар, трубок і самокруток, алкогольний перегар.
- Запах, що утворюється в процесі отримання етилового спирту, в тому числі самогону, обумовлений випаровуванням продуктів пірокрегінга браги.
- Запах каналізаційних газів, викликаний анаеробним розкладанням органічних залишків.
- Запах часнику, тропічного фрукта дуріана і деяких інших рослин.
- Запах скунса і деяких інших тварин.